# Simarouba
Genre
Classification APG III (2009)
Simarouba est un genre d'arbres originaires des forêts néotropicales, appartenant à la famille des Simaroubaceae (qui lui doit son nom), et dont l'espèce type est Simarouba amara Aubl..

## Espèces valides
Selon The Plant List :
- Simarouba amara Aubl.
- Simarouba tulae Urb.
- Simarouba versicolor A. St.-Hil.

## Histoire naturelle
En 1775, le botaniste Aublet propose la diagnose suivante : 

« SIMAROUBA. (Tabula 331 & 332.)
MASCULI FLORES.
CAL. Perianthium monophyllum, quinquedentatum ; denriculis ſubrotundis, acutis.
COR. Petal a quinque, albicantia, lanceolata, calici inſerta ad ambirum diſci.
STAM. Filamenta decem, corollæ longitudine, diſco inſerta infra germen. Antheræ oblongæ, incumbentes, biloculares. Squamulæ decem, ſubrotundæ, villoſæ, baſi filamentorum interiori adnatæ.
HST. Germen ſterile, ſubrotundum, depreſſum, quinqueſtriatum, ſquamulis filamentorum tectum. Stylus nullus. Stigma nullum.
FEMINEUS FLOS.
CAL. Perianthium ut in maſculo.
COR. Petala ut in maſculo.
STAM. nulla. Squamulæ decem, villoſæ, germen ambientes.
PIST. Germina quinque, coadnata, diſco carnoſo, orbiculato inſidentia. Stylus carnoſus, quinqueſtriatus. Stigmata quinque, patentia.
PER. Capſule quinque, ſubcarnoſæ, nigræ, ovatæ, latérales, diſſantes, receptaculo carnoſo, orbiculato inſertæ, uniloculares.
SEM. ovatum, teſta fragili incluſum. »